# Aptinus lugubris
Aptinus lugubris é uma espécie de carabídeo da tribo Brachinini, com distribuição restrita à Grécia.